# Jubiläumsweg (Allgäuer Alpen)
Der Jubiläumsweg ist ein hochalpiner Wanderweg in den Allgäuer Alpen.
Der gut 18 km lange Höhenweg führt im Grenzgebiet von Bayern und Tirol von der Willersalpe zum Prinz-Luitpold-Haus. Angelegt wurde der Jubiläumsweg in den Jahren 1898/99 von der DAV-Sektion Allgäu-Immenstadt anlässlich ihres 25-jährigen Jubiläums, wodurch der Weg seinen Namen erhalten hat. Aufgrund seiner Länge verlangt er ein hohes Maß an Kondition, obwohl er zwischen den höchsten Punkten Geißeckjoch und Bockkarscharte in relativ gleichbleibenden Höhen von 1800 bis 2000 Meter verläuft.
Er führt an einer Reihe von Berggipfeln und an einem Bergsee, dem Schrecksee, vorbei. Seine landschaftliche Vielfalt, die Alpenflora und die Hochgebirgs-Tierwelt prägen die Tour über den Jubiläumsweg.

## Tourenbeschreibung
Ab Hinterstein ist der Jubiläumsweg in etwa acht bis zehn Stunden zu bewältigen. Um das Tagespensum zu reduzieren, kann am Vortag in etwa eineinhalb Stunden zur Willersalpe in 1456 Metern Höhe aufgestiegen werden, wo eine Übernachtungsmöglichkeit besteht. Diese kann auch genutzt werden, wenn man dem Jubiläumsweg die Tour von Oberjoch über Iseler (1876 m), Bschießer (2000 m) und Ponten (2044 m) zum Zirleseck (1872 m) voranstellen möchte, was eine oft gewählte Variante und Ergänzung des Jubiläumswegs ist. Ab der Bergstation der Iselerbahn bis zur Willersalpe werden ca. dreieinhalb Stunden benötigt. Mit einem zeitlichen Mehraufwand von etwa einer Stunde kann vom Zirleseck aus ein Abstecher auf die Rohnenspitze (1992 m) gemacht werden. Ebenso kann man vom Zirleseck aus das Gaishorn (2247 m) besteigen und überschreiten, so dass vom Iseler aus der Jubiläumsweg ohne Höhenverluste zu erreichen ist. Dabei wird die Willersalpe ausgespart, von wo aus man sonst zum Geißeckjoch (2055 m) aufsteigt.

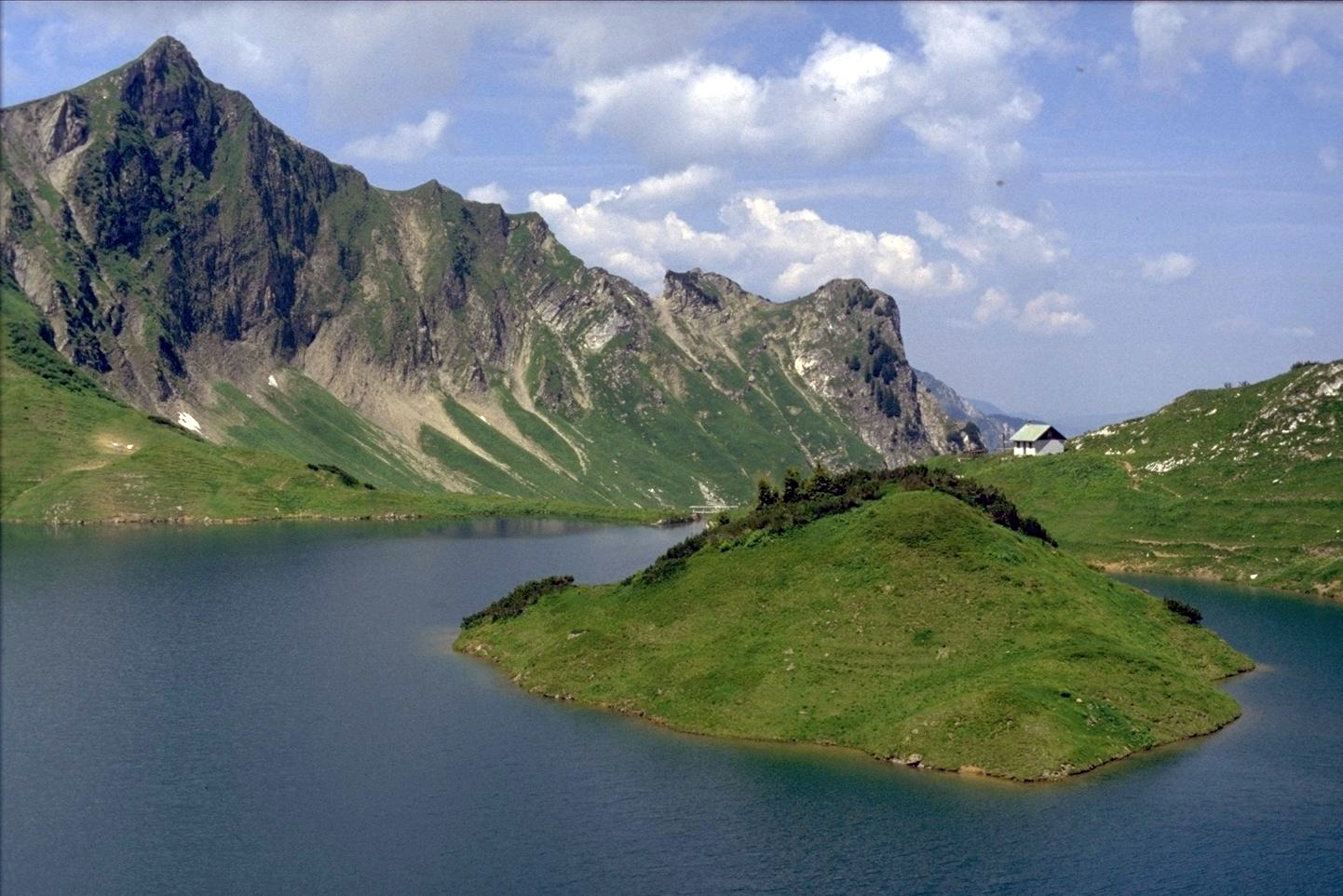
Schrecksee

Vom Geißeckjoch, zwischen Geißeck (2212 m) und Rauhhorn (2240 m) gelegen, bietet sich ein umfassender Ausblick sowohl ins Ostrachtal als auch auf den rund 900 Meter tiefer liegenden Vilsalpsee im Osten. Für den Übergang über das Rauhhorn ist bergsteigerische Erfahrung erforderlich. Der Steig ist mitunter ausgesetzt und an einigen Stellen drahtseilgesichert. Der Normalweg führt dagegen dem Vilsalpsee zu ein Stück talwärts, quert unter den mächtigen Ostabstürzen des Rauhhorns und schwingt sich dann in Kehren empor zum grünen Sattel der Hinteren Schafwanne (1956 m). Von hier führt der Jubiläumsweg weiter auf der Westseite unter dem Gipfel des Kugelhorns (2126 m) in eine grüne Hochmulde mit dem Schrecksee, einem Gebirgssee mit einer kleinen Insel. Von hier aus besteht die Möglichkeit zum Abstieg ins Tal. Der See wird im Halbkreis umgangen an den Hängen des sogenannten Kirchendachs und unter den Wänden des Kastenkopfes.
Mäßig ansteigend setzt sich der Höhenweg zur Lahnerscharte (1988 m) zwischen Kastenkopf und Lahnerkopf fort. Ein umfassender Ausblick besteht hier auf den Hochvogel und die Roßkarzähne sowie auf das langgezogene Schwarzwassertal auf Tiroler Seite. Von der Lahnerscharte beginnt linksweisend der ebenfalls bei Bergwanderern beliebte Saalfelder Höhenweg, der zur Landsberger Hütte, einer bewirtschafteten Alpenvereinshütte, hinüberführt. Der Jubiläumsweg führt rechterhand weiter, ohne nennenswerte Auf- und Abstiege vorbei an Schänzlespitze und Schänzlekopf, hier mit Stahlseilsicherung, stets mit charakteristischer Aussicht auf den Hochvogel.

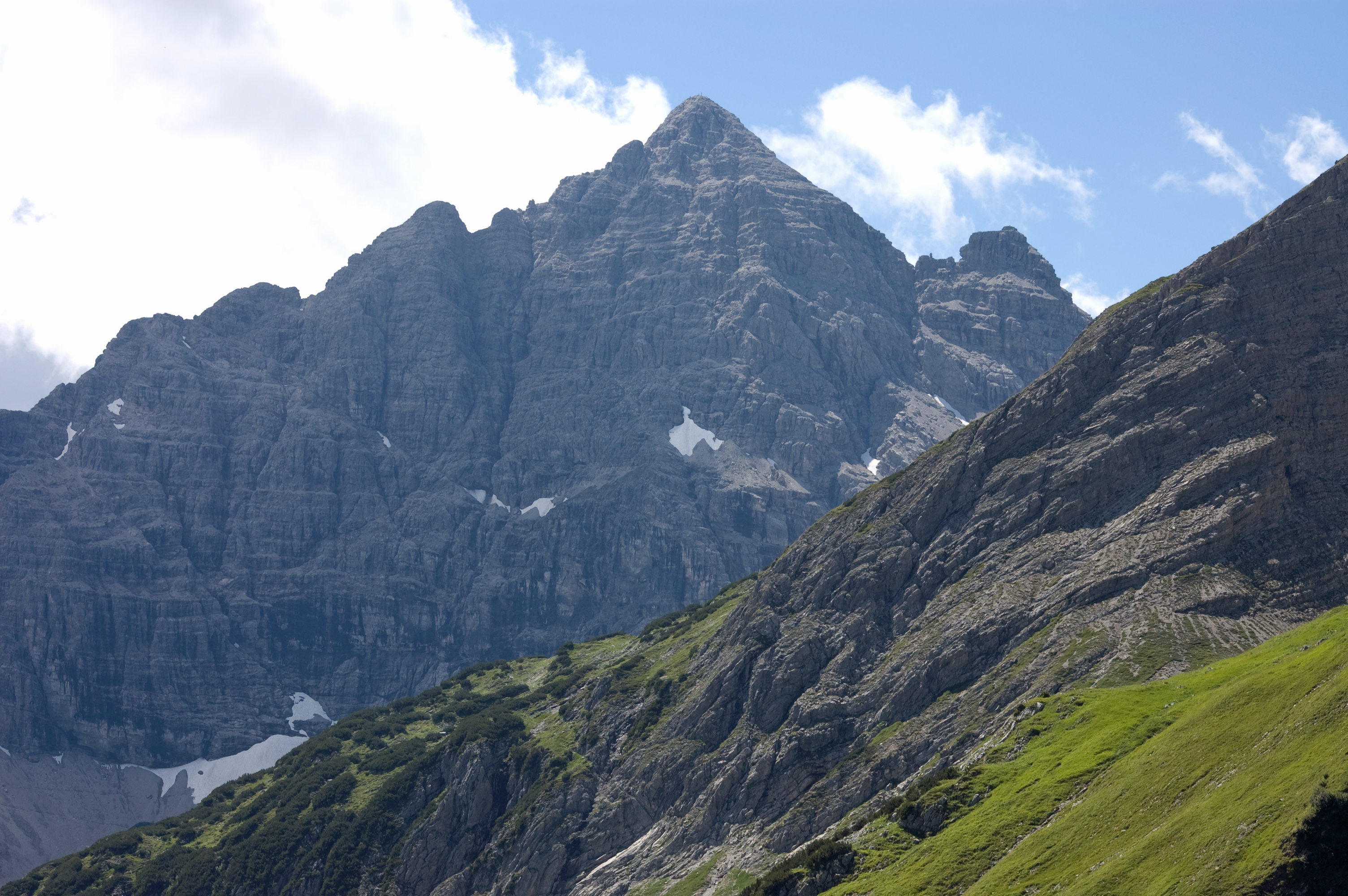
Der Hochvogel vom Jubiläumsweg aus gesehen

Im weiten Bogen unter dem Berg Sattelkopf hindurch, immer ostseitig und damit auf österreichischem Gebiet, erreicht der Weg die Lärchwand mit sehr steilen Fels- und Grasflanken. Dieses Teilstück erfordert von den Wanderern große Vorsicht und Schwindelfreiheit. Es ist hier eine Stahlseilsicherung vorhanden. Nach der Lärchwand quert der Jubiläumsweg üppiges Wiesengelände mit reichhaltiger Alpenflora. Hier zweigt der Weg ab zur Balkenscharte und zum Hochvogel. Der Jubiläumsweg führt hier rechts weiter direkt zum Prinz-Luitpold-Haus. Die Alpenvereinshütte kann aber auch alternativ über die Balkenscharte und einen anschließenden steilen Abstieg erreicht werden. Der Normalweg erfordert allerdings vom Wanderer ebenfalls Kondition. Denn der Weg führt weiter bis zur Bockkarscharte (2164 m), wird dabei immer steiler und erstreckt sich über ein ausgedehntes Schuttkar zwischen Glasfelderkopf und Kesselspitz. Oft liegt hier bis in den Spätsommer hinein Schnee, was beim Begehen eine erhöhte Vorsicht erforderlich macht. Ab der Scharte wird der Blick frei auf die Endstation des Jubiläumswegs, das Prinz-Luitpold-Haus, zu dem noch etwa 300 Höhenmeter in etwa einer Dreiviertelstunde abgestiegen werden muss.

## Touristische Angaben
Die Begehung des Jubiläumsweges ist eine einen bis anderthalb Tage dauernde Hochgebirgswanderung. Die für Geübte leichte und für weniger Geübte Ausdauer erfordernde Bergwanderung kann auch mit Kindern ab 10 bis 12 Jahren gemacht werden. Bei der Tour ist neben der im Hochgebirge stets nötigen Ausrüstung auf ausreichend Proviant zu achten, da keine Zwischenunterkünfte und kaum Wasserstellen vorhanden sind. An exponierten Stellen besteht streckenweise Seilsicherung.
Beste Wanderzeit ist je nach Abschluss der Schneeschmelze Anfang August bis zum Ende der Bergwandersaison in der Regel im Oktober.

## Berg- und Unterkunftshäuser
- Willersalpe (1456 m), teilweise bewirtschaftet, mit Übernachtungsmöglichkeiten (einfache Lager).
- Prinz-Luitpold-Haus (1846 m), Alpenvereinshütte der Sektion Allgäu-Immenstadt.